# Nagy-Britannia az 1988. évi téli olimpiai játékokon
Nagy-Britannia a kanadai Calgaryban megrendezett 1988. évi téli olimpiai játékok egyik részt vevő nemzete volt. Az országot az olimpián 8 sportágban 47 sportoló képviselte, akik érmet nem szereztek.

## Alpesisí
Férfi
| Versenyző       | Versenyszám            | 1. futam      | 1. futam      | 2. futam      | 2. futam      | Összesítés | Összesítés |
| Versenyző       | Versenyszám            | Idő           | Hely.         | Idő           | Hely.         | Idő        | Helyezés   |
| --------------- | ---------------------- | ------------- | ------------- | ------------- | ------------- | ---------- | ---------- |
| Graham Bell     | Lesiklás               |               |               |               |               | 2:04,56    | 23.        |
| Graham Bell     | Óriás-műlesiklás       | nem ért célba | nem ért célba | kiesett       | kiesett       | kiesett    | kiesett    |
| Graham Bell     | Szuperóriás-műlesiklás |               |               |               |               | 1:48,98    | 35.        |
| Martin Bell     | Lesiklás               |               |               |               |               | 2:02,49    | 8.         |
| Martin Bell     | Óriás-műlesiklás       | 1:12,64       | 48.           | 1:09,72       | 42.           | 2:22,36    | 41.        |
| Martin Bell     | Szuperóriás-műlesiklás |               |               |               |               | 1:48,82    | 34.        |
| Boris Duncan    | Lesiklás               |               |               |               |               | 2:07,88    | 37.        |
| Robbie Hourmont | Műlesiklás             | 58,21         | 34.           | 53,38         | 21.           | 1:51,59    | 21.        |
| Robbie Hourmont | Óriás-műlesiklás       | 1:13,54       | 53.           | nem ért célba | nem ért célba | kiesett    | kiesett    |
| Morgan Jones    | Műlesiklás             | nem ért célba | nem ért célba | kiesett       | kiesett       | kiesett    | kiesett    |
| Morgan Jones    | Óriás-műlesiklás       | nem ért célba | nem ért célba | kiesett       | kiesett       | kiesett    | kiesett    |
| Nigel Smith     | Szuperóriás-műlesiklás |               |               |               |               | 1:47,15    | 29.        |

| Versenyző    | Versenyszám | Lesiklás | Lesiklás | Lesiklás | Műlesiklás | Műlesiklás | Műlesiklás | Műlesiklás | Műlesiklás | Műlesiklás | Műlesiklás | Összesítés | Összesítés |
| Versenyző    | Versenyszám | Lesiklás | Lesiklás | Lesiklás | 1. futam   | 1. futam   | 2. futam   | 2. futam   | Össz.      | Össz.      | Össz.      | Összesítés | Összesítés |
| Versenyző    | Versenyszám | Idő      | Pont     | Hely.    | Idő        | Hely.      | Idő        | Hely.      | Idő        | Pont       | Hely.      | Pont       | Helyezés   |
| ------------ | ----------- | -------- | -------- | -------- | ---------- | ---------- | ---------- | ---------- | ---------- | ---------- | ---------- | ---------- | ---------- |
| Graham Bell  | Összetett   | 1:50,25  | 36,98    | 17.      | kizárták   | kizárták   | kiesett    | kiesett    | kiesett    | kiesett    | kiesett    | kiesett    | kiesett    |
| Martin Bell  | Összetett   | 1:49,54  | 29,14    | 10.      | 1:24,34    | 30.        | 50,49      | 26.        | 2:14,83    | 393,65     | 26.        | 422,79     | 26.        |
| Boris Duncan | Összetett   | 1:53,40  | 71,75    | 31.      | nem indult | nem indult | kiesett    | kiesett    | kiesett    | kiesett    | kiesett    | kiesett    | kiesett    |

Női
| Versenyző      | Versenyszám            | 1. futam      | 1. futam      | 2. futam      | 2. futam      | Összesítés | Összesítés |
| Versenyző      | Versenyszám            | Idő           | Hely.         | Idő           | Hely.         | Idő        | Helyezés   |
| -------------- | ---------------------- | ------------- | ------------- | ------------- | ------------- | ---------- | ---------- |
| Lesley Beck    | Műlesiklás             | 51,70         | 21.           | nem ért célba | nem ért célba | kiesett    | kiesett    |
| Lesley Beck    | Óriás-műlesiklás       | nem ért célba | nem ért célba | kiesett       | kiesett       | kiesett    | kiesett    |
| Clare Booth    | Lesiklás               |               |               |               |               | 1:32,50    | 25.        |
| Clare Booth    | Szuperóriás-műlesiklás |               |               |               |               | 1:26,27    | 35.        |
| Kirstin Cairns | Műlesiklás             | nem ért célba | nem ért célba | kiesett       | kiesett       | kiesett    | kiesett    |
| Ingrid Grant   | Óriás-műlesiklás       | 1:06,52       | 38.           | nem ért célba | nem ért célba | kiesett    | kiesett    |
| Sarah Lewis    | Műlesiklás             | nem ért célba | nem ért célba | kiesett       | kiesett       | kiesett    | kiesett    |
| Sarah Lewis    | Óriás-műlesiklás       | nem ért célba | nem ért célba | kiesett       | kiesett       | kiesett    | kiesett    |
| Wendy Lumby    | Lesiklás               |               |               |               |               | 1:29,76    | 22.        |
| Wendy Lumby    | Óriás-műlesiklás       | kizárták      | kizárták      | kiesett       | kiesett       | kiesett    | kiesett    |
| Wendy Lumby    | Szuperóriás-műlesiklás |               |               |               |               | 1:24,36    | 31.        |

| Versenyző   | Versenyszám | Lesiklás | Lesiklás | Lesiklás | Műlesiklás    | Műlesiklás    | Műlesiklás | Műlesiklás | Műlesiklás | Műlesiklás | Műlesiklás | Összesítés | Összesítés |
| Versenyző   | Versenyszám | Lesiklás | Lesiklás | Lesiklás | 1. futam      | 1. futam      | 2. futam   | 2. futam   | Össz.      | Össz.      | Össz.      | Összesítés | Összesítés |
| Versenyző   | Versenyszám | Idő      | Pont     | Hely.    | Idő           | Hely.         | Idő        | Hely.      | Idő        | Pont       | Hely.      | Pont       | Helyezés   |
| ----------- | ----------- | -------- | -------- | -------- | ------------- | ------------- | ---------- | ---------- | ---------- | ---------- | ---------- | ---------- | ---------- |
| Clare Booth | Összetett   | 1:20,58  | 63,58    | 25.      | nem ért célba | nem ért célba | kiesett    | kiesett    | kiesett    | kiesett    | kiesett    | kiesett    | kiesett    |
| Wendy Lumby | Összetett   | 1:19,86  | 52,47    | 22.      | 44,59         | 20.           | 46,43      | 21.        | 1:31,02    | 85,59      | 21.        | 138,06     | 19.        |

## Biatlon
| Versenyző                                      | Versenyszám      | Lövőhiba | Időeredmény | Helyezés |
| ---------------------------------------------- | ---------------- | -------- | ----------- | -------- |
| Carl Davies                                    | 10 km sprint     | 2        | 28:12,1     | 45.      |
| Carl Davies                                    | 20 km egyéni     | 3        | 1:01:54,1   | 28.      |
| Mike Dixon                                     | 10 km sprint     | 0        | 26:53,3     | 21.      |
| Mike Dixon                                     | 20 km egyéni     | 2        | 59:32,4     | 13.      |
| Trevor King                                    | 10 km sprint     | 5        | 30:00,5     | 61.      |
| Trevor King                                    | 20 km egyéni     | 6        | 1:04:37,9   | 47.      |
| Mark Langin                                    | 10 km sprint     | 5        | 29:52,1     | 60.      |
| Mark Langin                                    | 20 km egyéni     | 4        | 1:05:50,3   | 53.      |
| Mike Dixon Mark Langin Carl Davies Trevor King | 4 × 7,5 km váltó | 5        | 1:31:44,6   | 13.      |

## Bob
| Versenyző                                                   | Versenyszám | 1. futam | 1. futam | 2. futam | 2. futam | 3. futam | 3. futam | 4. futam | 4. futam | Összesítés | Összesítés |
| Versenyző                                                   | Versenyszám | Idő      | Hely.    | Idő      | Hely.    | Idő      | Hely.    | Idő      | Hely.    | Idő        | Helyezés   |
| ----------------------------------------------------------- | ----------- | -------- | -------- | -------- | -------- | -------- | -------- | -------- | -------- | ---------- | ---------- |
| Tom De La Hunty Alec Leonce                                 | Kettes      | 57,83    | 8.*      | 59,77    | 11.      | 1:00,91  | 15.      | 59,50    | 10.      | 3:58,01    | 12.        |
| Mark Tout David Armstrong                                   | Kettes      | 58,10    | 12.      | 1:00,31  | 20.      | 1:01,11  | 20.      | 59,87    | 15.      | 3:59,39    | 18.        |
| Mark Tout David Armstrong Lenny Paul Audley Richards        | Négyes      | 57,22    | 16.      | 58,26    | 17.      | 56,86    | 14.      | 57,56    | 5.       | 3:49,90    | 12.        |
| Tom De La Hunty Colin Rattigan George Robertson Alec Leonce | Négyes      | 57,81    | 22.      | 58,13    | 15.      | 56,74    | 12.      | 58,59    | 20.      | 3:51,27    | 17.        |

* - egy másik csapattal azonos eredményt ért el

## Gyorskorcsolya
Férfi
| Versenyző      | Versenyszám | Eredmény | Helyezés |
| -------------- | ----------- | -------- | -------- |
| Julian Green   | 1000 m      | 1:57,30  | 36.      |
| Julian Green   | 1500 m      | 1:59,41  | 37.      |
| Julian Green   | 5000 m      | 7:13,20  | 37.      |
| Julian Green   | 10 000 m    | 14:59,53 | 30.      |
| Craig McNicoll | 1000 m      | 1:18,60  | 34.      |
| Craig McNicoll | 1500 m      | 2:01,89  | 38.      |
| Craig McNicoll | 5000 m      | 7:34,14  | 38.      |

## Műkorcsolya
| Versenyző                  | Versenyszám  | Kötelező elemek   | Kötelező elemek | Kötelező elemek | Rövid program     | Rövid program | Rövid program | Kűr               | Kűr   | Kűr         | Összesítés         | Összesítés |
| Versenyző                  | Versenyszám  | Több. hely. száma | Hely.           | Hely. pont.     | Több. hely. száma | Hely.         | Hely. pont.   | Több. hely. száma | Hely. | Hely. pont. | Helyezési pontszám | Helyezés   |
| -------------------------- | ------------ | ----------------- | --------------- | --------------- | ----------------- | ------------- | ------------- | ----------------- | ----- | ----------- | ------------------ | ---------- |
| Paul Robinson              | Férfi egyéni | 5×16+             | 16.             | 9,6             | 6×21+             | 21.           | 8,4           | 7×18+             | 18.   | 18,0        | 36,0               | 18.        |
| Joanne Conway              | Női egyéni   | 5×7+              | 8.              | 4,8             | 5×18+             | 18.           | 7,2           | 7×16+             | 16.   | 16,0        | 28,0               | 12.        |
| Gina Fulton                | Női egyéni   | 6×23+             | 24.             | 14,4            | 8×24+             | 24.           | 9,6           | 9×23+             | 23.   | 23,0        | 47,0               | 23.        |
| Cheryl Peake Andrew Naylor | Páros        |                   |                 |                 | 5×12+             | 12.           | 4,8           | 8×12+             | 12.   | 12,0        | 16,8               | 12.        |
| Lisa Cushley Neil Cushley  | Páros        |                   |                 |                 | 8×14+             | 14.           | 5,6           | 9×13+             | 13.   | 13,0        | 18,6               | 13.        |

| Versenyző                | Versenyszám | Kötelező elemek   | Kötelező elemek | Kötelező elemek | Rövid program     | Rövid program | Rövid program | Kűr               | Kűr   | Kűr         | Összesítés         | Összesítés |
| Versenyző                | Versenyszám | Több. hely. száma | Hely.           | Hely. pont.     | Több. hely. száma | Hely.         | Hely. pont.   | Több. hely. száma | Hely. | Hely. pont. | Helyezési pontszám | Helyezés   |
| ------------------------ | ----------- | ----------------- | --------------- | --------------- | ----------------- | ------------- | ------------- | ----------------- | ----- | ----------- | ------------------ | ---------- |
| Sharon Jones Paul Askham | Jégtánc     | 8×13+             | 13.             | 5,2             | 5×12+             | 13.           | 7,8           | 5×12+             | 13.   | 13,0        | 26,0               | 13.        |

## Sífutás
Férfi
| Versenyző                                                | Versenyszám     | Eredmény  | Helyezés |
| -------------------------------------------------------- | --------------- | --------- | -------- |
| Ron Howden                                               | 15 km           | 50:47,4   | 73.      |
| Ewan McKenzie                                            | 30 km           | 1:40:06,7 | 67.      |
| Ewan McKenzie                                            | 50 km           | 2:24:58,2 | 55.      |
| John Spotswood                                           | 15 km           | 45:47,3   | 38.      |
| John Spotswood                                           | 30 km           | 1:36:42,7 | 54.      |
| Martin Watkins                                           | 15 km           | 49:16,6   | 65.      |
| Martin Watkins                                           | 30 km           | 1:38:30,3 | 61.      |
| Martin Watkins                                           | 50 km           | 2:24:48,3 | 54.      |
| Patrick Winterton                                        | 15 km           | 48:36,0   | 60.      |
| Patrick Winterton                                        | 30 km           | 1:39:57,6 | 66.      |
| John Spotswood Ewan McKenzie Martin Watkins Andrew Wylie | 4 × 10 km váltó | 1:59:39,3 | 16.      |

Női
| Versenyző       | Versenyszám | Eredmény  | Helyezés |
| --------------- | ----------- | --------- | -------- |
| Louise McKenzie | 5 km        | 18:41,8   | 52.      |
| Louise McKenzie | 10 km       | 36:58,7   | 49.      |
| Louise McKenzie | 20 km       | 1:11:07,3 | 52.      |
| Jean Watson     | 5 km        | 18:54,1   | 53.      |
| Jean Watson     | 10 km       | 37:54,0   | 50.      |

## Síugrás
| Versenyző     | Versenyszám | 1. ugrás | 1. ugrás | 2. ugrás | 2. ugrás | Összesítés | Összesítés |
| Versenyző     | Versenyszám | Pont     | Hely.    | Pont     | Hely.    | Pont       | Helyezés   |
| ------------- | ----------- | -------- | -------- | -------- | -------- | ---------- | ---------- |
| Eddie Edwards | Normálsánc  | 34,1     | 58.      | 35,1     | 58.      | 69,2       | 58.        |
| Eddie Edwards | Nagysánc    | 30,0     | 55.      | 27,5     | 55.      | 57,5       | 55.        |

## Szánkó
| Versenyző                  | Versenyszám | 1. futam | 1. futam | 2. futam | 2. futam | 3. futam | 3. futam | 4. futam | 4. futam | Összesítés | Összesítés |
| Versenyző                  | Versenyszám | Idő      | Hely.    | Idő      | Hely.    | Idő      | Hely.    | Idő      | Hely.    | Idő        | Helyezés   |
| -------------------------- | ----------- | -------- | -------- | -------- | -------- | -------- | -------- | -------- | -------- | ---------- | ---------- |
| Stephen Brialey            | Férfi egyes | 49,689   | 34.      | 48,687   | 31.      | 47,568   | 20.      | 47,677   | 21.      | 3:13,621   | 30.        |
| Macleod Nicol              | Férfi egyes | 47,701   | 26.      | 47,679   | 24.      | 47,569   | 21.      | 48,008   | 23.      | 3:10,957   | 22.        |
| Nick Ovett                 | Férfi egyes | 48,181   | 30.      | 48,163   | 30.      | 48,518   | 27.      | 48,446   | 30.      | 3:13,308   | 28.        |
| Alyson Wreford             | Női egyes   | 49,888   | 24.      | 48,247   | 20.      | 47,869   | 18.      | 47,726   | 20.      | 3:13,730   | 20.        |
| Stephen Brialey Nick Ovett | Kettes      | 46,912   | 15.      | 47,764   | 15.      |          |          |          |          | 1:34,676   | 15.        |